# Kilsbergen

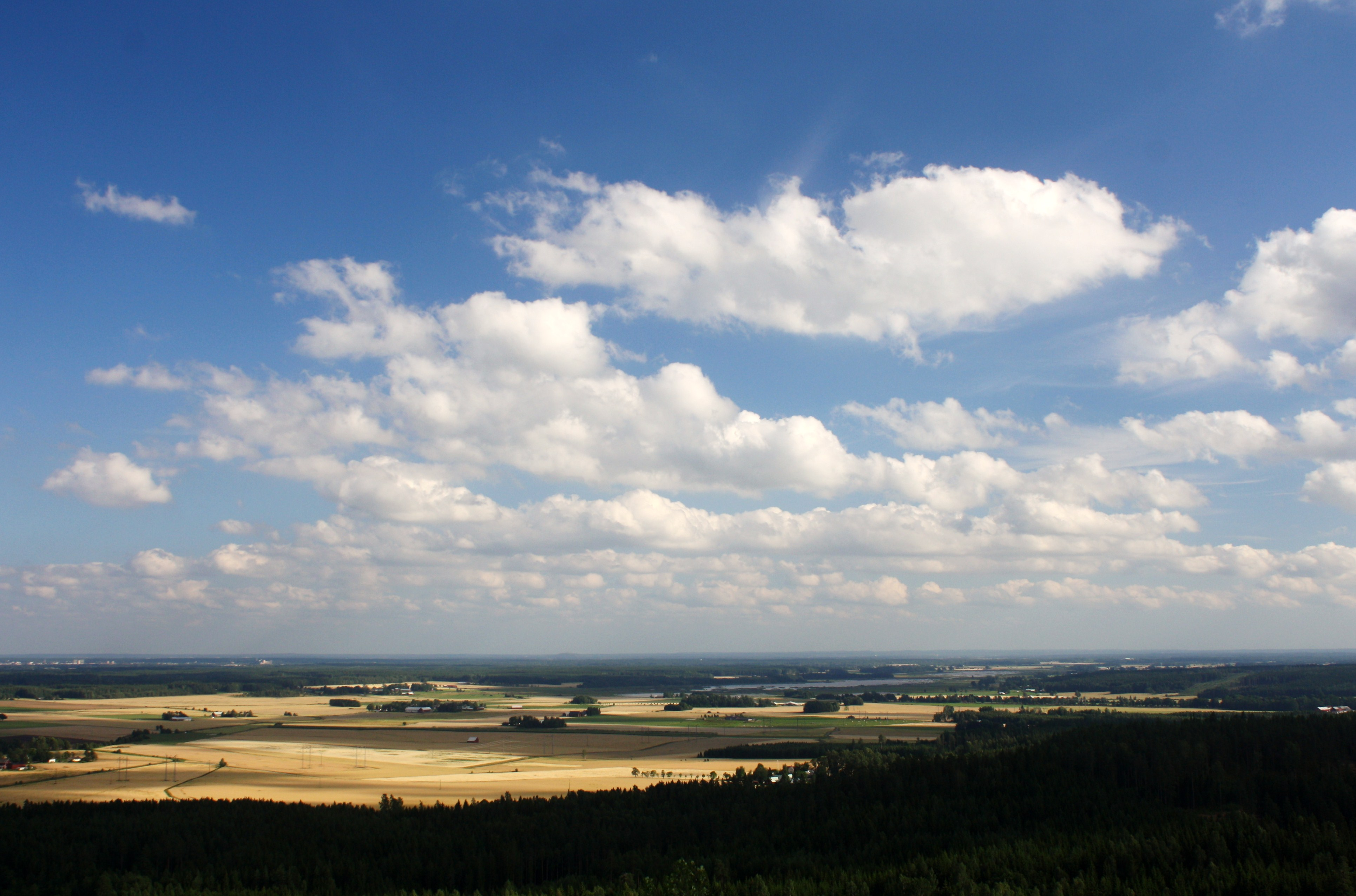
Vue des plaines de Närke depuis Ullaviklint.

Kilsbergen est une chaîne de collines situées dans le Västmanland et à la frontière entre le Närke et le Värmland dans le centre de la Suède. La frontière entre les collines et les plaines de Närke au sud-Est est très nette et correspond à une grande faille, tandis que la frontière Nord-Ouest est plus vague. Au total, la chaîne a une longueur d'environ 50 km selon un axe Sud-Ouest Nord-est, pour une largeur d'environ 10 à 15 km. Elle culmine à 298 m d'altitude à Tomasboda. Les collines forment la ligne de partage des eaux entre l'Est et l'Ouest suédois, et elles constituent aussi une frontière biologique importante entre la taïga scandinave et russe au Nord et les forêts mixtes sarmatiques au Sud.